# 國際直接撥號
國際直接撥號（英语：International Direct Dialling，縮寫：IDD）又稱國際直撥電話，是指不用經由接線生轉駁，而直接由使用者撥號的國際電話。在英國此被稱為國際用戶撥號（英语：International Subscriber Dialling，縮寫：ISD）。